# 香港神託會培敦中學
香港神託會培敦中學（英語：Stewards Pooi Tun Secondary School；簡稱SPTSS）為香港一所政府津貼男女中學。辦學團體為香港神託會。校舍位於九龍黃大仙區鑽石山斧山道162號。

## 建校歷史
香港神託會培敦中學於1974年由已故校監杜惠霖先生以「普世基督使命團」的名義創辦，現時由香港神託會管理。
創校校監杜惠霖先生（William Decker，1912–1984），美國來華宣教士。在美國新澤西州做餅師家庭出生，有十一個兄弟姊妹，自己排行第十。少年時期有一位宣教士到訪杜惠霖參與的教會，燃點起他對宣教的熱誠。其後他回應神的呼召，進入芝加哥慕迪聖經學院接受神學及宣教訓練。神學畢業後，決定與新婚的太太杜愛蓮（Viola）啟程往南中國珠江一帶宣教。
七十年代初期，香港中學學位嚴重短缺，杜校監眼見無數適齡學童未能入讀中學，遂興起創辦中學的宏志。其後，雖獲政府答允撥出斧山道鄰近山坡之土地建校，惟平整斜坡及建校的 所有費用，均需自籌。杜校監於是從海內外教會籌募建校經費，並奉獻自己畢生積蓄、變賣所有資產，包括僅有物業，終於排除萬難，完成了為莘莘學子提供優質教育的夢想。至今，杜惠霖宣教士小部分骨灰埋在香港神託會培敦中學操場一棵紅影樹下，以展現對香港神託會培敦中學的熱愛，禮堂亦以杜校監為名。

## 教職員編制
全體教職員共60位，包括校長、2位助理校長、39位教員（其中一位為外籍英語教師）及16位非教學人員。該校全體老師均已接受認可師資培訓，具大學學位，其中52%更取得碩士或博士學位，20%教師完成特殊教育(SEN)培訓。
學科大多由本科老師任教。另外亦有駐校社工兩名、駐校言語治療師及教育心理學家各一名。
早期由杜惠霖先生（Mr. William Decker）及史密德先生（Mr. David Smith）分別擔任校監及校長期間，英文科老師絕大多數為外籍人士，其時校內英語風氣盛行，高年級生均能操流利英語。

## 校訓 、辦學宗旨及核心價值
校訓：你們顯在這世代中，好像明光照耀，將生命的道表明出來。(腓立比書2：15-16）
辦學宗旨：效法基督 懷抱家國 崇美尚善 立己達人
核心價值：
- 天—追隨基督、謙遜感恩
- 人—善待他人、忠誠盡責
- 物—愛護環境、簡樸格物
- 我—珍愛生命、堅韌自強

## 校徽
- J字黃色荊棘：“J”為“JESUS”
- 黃色圈為冠冕皇冠
- 耶穌是皇
- 酒杯：苦杯
- 十字：救恩絲帶“NISI DOMINUS FRUSTRA”（若不是耶和華建造房屋，建造的人就枉然勞力——《詩篇》127:1）

## 歷任校監
- 杜惠霖先生（Mr. William Decker，1974–1984）
- 麥威廉先生（Mr. William McVey，1984–1989)
- 艾德根先生（Mr. Boyo Aitken，1989–1993）
- 曾台發先生（Mr. Chan Thye-huat，1993–1994）
- 艾德根先生（Mr. Boyo Aitken，1994–2005)
- 彭秋嫦女士（Ms.Rosa C.S. Pang，2005–2018）
- 林建生博士  (Mr. Lam kin-sang，2018–2019）
- 彭秋嫦女士（Ms. Rosa C.S. Pang，2019–現在）

## 歷任校長
- 陳燦星先生（Mr. Chang Sing-chan，1974年–1977年）
- 史密德先生（Mr. David Smith，1977年–1988年）
- 萬廣祥先生（Mr. Clement KC Man，1988年–1993年）
- 梁錦波博士（Dr. Sherman KB Leung，1993年–2019年）
- 林佩儀女士（Ms. Bonnie PY Lam，2019年–現在）

## 開設班級
|      | 班數 | 教學語言 | 備注                               |
| ---- | ---- | -------- | ---------------------------------- |
| 中一 | 4    | 中 / 英  | 以英文為教學語言的數學科及科學科   |
| 中二 | 4    | 中 / 英  | 以英文為教學語言的數學科及科學科   |
| 中三 | 4    | 中 / 英  | 沒有科學科，分拆生物、化學及物理科 |
| 中四 | 4    | 中 / 英  | 文理商選科，包括M2                 |
| 中五 | 4    | 中 / 英  | 文理商選科，包括M2                 |
| 中六 | 4    | 中 / 英  | 文理商選科，最後上課日子約為3月    |

## 校舍設施
| 舊翼 - 24個課室 - 自修室 - 校務處 - 影印房 - Cheerhub (幸福驛站） - 2個社工輔導室 - 設計與科技室 - 訓導處 - 醫療室 - 禮堂 - 生涯規劃資源中心 - 停車場 - 讚頌之園浸信會 | 新翼 - STEM實驗室 - 2個教員室 - 會議室 - 語言學習室 操場 - 籃球場 - 溫室 - 攀石牆 - 雨天操場(小禮堂) - 健身室 - 高爾夫球練習場 | 特別室 - 科學實驗室 - 化學實驗室 - 物理實驗室 - 生物實驗室 - 培樂坊 - 圖書館 - English Cafe - 視覺藝術室 - 室內划艇練習室 - 螢火蟲生態教育廳 - 文物探知館 |

## 學生組織
- 學生會
- 社長(五社)
- 學長
- 圖書館學長
- L.E.D.大使及先鋒

## 刊物
- 校刊
- 圕淵
- 校慶紀念特刊
- 培風文集

## 著名/傑出校友
- 杜永政：香港災後心理輔導協會創辦人及義務總幹事、2011年感動香港十大人物
- 呂漢國：前香港警務處新界南總區指揮官
- 楊志偉：華人會計師公會前會長
- 杜偉樑：水中銀（國際）生物科技有限公司董事總經理、2015年日內瓦國際發明展最高榮譽大獎得主
- 廖仲賢：香港青年旅舍協會主席
- 黃偉寧：香港公開大學李嘉誠專業進修學院院長、自資高等教育聯盟理事、香港專業教育學院應用科學系前高級講師
- 蕭潤邦：前香港男子歌唱組合Bliss成員、正宗上海生煎皇創辦人，外號生煎包王子，亦是藝人江若琳老公
- 蘇慧恩：香港創作歌手兼模特兒、2012年工展小姐冠軍
- 徐尚智：古賢聚協會主席、國際圍棋道場主席
- 周錦浩：亞洲運動及體適能專業學院課程總監兼首席講師、香港城市大學專業進修學院榮譽顧問
- 許銳宇：前沙田區區議員
- 梅李玉霞：香港灣仔會議展覽中心(管理)公司董事總經理

## 重要事件
- 2010-11獲得行政長官卓越教學獎德育及公民教育，獲獎教師包括：([鄭晚莊、張淑儀、梁淑芳 (已離任)]、 賴寶伶、張嘉蕙)
- 2013年香港電台卓越教室第八集《愛伴你成長》中介紹香港神託會培敦中學的生命教育[2]
- 2014年5月8日，「回到1938」校慶音樂劇於柴灣青年廣場Y綜藝館舉行。[3]
- 2019年4月6日，「Alice@Wonderland」校慶英文音樂劇於香港浸會大學會堂舉行。
- 2024年5月9日，「光」五十週年金禧校慶意象音樂劇於香港理工大學賽馬會綜藝館舉行。
- 2024年7月5日，五十週年金禧校慶水運會於觀塘游泳池舉行。
- 2024年10月18日，五十週年金禧校慶感恩祟拜於本校禮堂舉行。
- 2024年11月9日，五十週年金禧校慶晚宴於尖沙咀東加連威老道港晶中心三樓港晶軒舉行。

## 外部連結
- 香港神託會培敦中學